# 石原善三郎

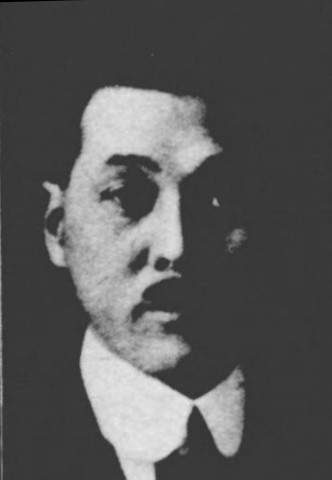
石原善三郎

石原 善三郎（いしはら ぜんざぶろう、1888年（明治21年）7月9日 - 1989年（平成元年）9月6日）は、日本の実業家、政治家。衆議院議員（大阪府第一区選出、当選1回）。

## 略歴
大阪府大阪市西区・石原善平の息子。1910年、早稲田大学専門部法律科卒業。1911年、分家する。洋銑鉄業、鉄商を営む。
大阪朝日新聞社政治部記者となる。大阪市会議員、大阪府会議員、衆議院議員、奈良市長を歴任。立憲民政党に所属する。早稲田大学商議員、日の丸電線専務取締役、奈良市街自動車、大阪電線各社長などをつとめる。奈良県多額納税者に列する。
1931年2月、第59回帝国議会において全11条及び附則からなる「大日本帝国国旗法案」を提案し、同年3月26日衆議院本会議において可決された。しかしながら貴族院送付後の3月28日、会期終了に伴う帝国議会閉会により審議未了廃案となり、続く第60回帝国議会に再提出されたものの衆議院解散により再度廃案となり、結局成立しなかった。
終戦後の混乱期の1945年12月、官選の広島県尾道市長に就任（1947年4月まで）。1947年4月には初の公選市長に就任した（1951年4月まで）。1959年、1963年の尾道市長選は落選。1967年の尾道市議選は2位当選。1971年4月の尾道市長選に20年ぶりに当選就任。就任当時最年長市長だった。1975年4月退任。

## 人物
- 趣味は乗馬、彫刻、絵画、抹茶[6]。宗教は仏教[8][12]。
- 住所は広島県尾道市尾崎町[6]、大阪市西区立売堀北通二丁目[7][10][11]、奈良市登大路町[8][9][12]。

## 家族・親族
石原家
- 妻・伊都子[6]（あるいはいと[9][11]、1899年 - ?、大阪、島雄瀧蔵の四女[9][12]）
- 長男[6]

親戚
- 弟・石原孝三郎（日の丸貿易商会主、日の丸電線取締役）